# あまつみそらに!
『あまつみそらに!』は、クロシェットより2010年5月28日に発売されたアダルトゲーム。「あまみそ」と略される。

## 概要
タイトルのあまつみそらに（天つ美空に）は「天の美空に」の意味がある。
2009年6月末に雑誌上で初公開され、7月7日に公式ウェブサイトが設置された。クロシェットの第1作『かみぱに!』と同じく、原画・キャラクターデザインをしんたろーが担当しており、物語の内容も『かみぱに!』と同様、田舎を舞台とした学園恋愛物で、ヒロインの1人が神様という設定であり、季節背景は夏。主要なヒロインの数は全部で5人である。
他にも多数の妖怪や怪奇現象が登場し、妖怪・怪異現象に疎い人のために簡易的な説明がゲーム中で語られる。
当初は2010年4月30日発売と予告されていたが、1ヶ月の延期となった。ゲーム発売に先行して2010年3月31日にキャラクターソングCD2種がリリースされた。
プロトタイプより2012年2月16日にPlayStation Portable版『あまつみそらに! 雲のはたてに』が、2015年9月17日にPlayStation Vita版が発売された。はたて（果たて）は「果て」の意味である。

## ストーリー
瀬戸内海に浮かぶ美空島。穏やかに時が流れるこの島で、両親を事故により亡くした観崎高久は、正真正銘の神様でありながら人として生きようとする一ツ橋神奈、実妹で今は全国で名前を知られるアイドルである観崎美唯ら3人の家族、そして民宿「帷家」の看板娘で幼なじみで最近は高久と距離を置いている帷千紗、神奈を神様として崇める一方で何かと高久に絡んでくる美唯の友人の清澄芹夏、甘味処「おとなし」の看板娘にしてテニス部部長でもあるクラスメートの音無夏帆をはじめとする友人たち、神崎家を暖かく見守る島の人たちに囲まれ、賑やかな日々を送っていた。
美唯が五大都市ツアーから島へ帰ってくる前日。高久は芹夏から、バイパス工事のために移転した上納神社に、本土から新しい巫女がやってくること、彼女が遷宮祭で舞を奉納することを聞かされ、神奈と共に祭に出掛ける。芹夏と共に屋台を満喫する神奈と別れ、巫女の舞を目撃した高久は、彼女に神秘的な何かを感じたのだった。
美唯が帰省した翌日、高久は美唯との登校中に祭りの時の巫女である葉月深景と再会する。鎌倉から島へやって来た、高久と同じ高校の3年生だという彼女との接触を極力避けようとする神奈。新しい上納神社の形を模索する深景。廃部寸前のテニス部に神奈を勧誘すべく追い回す芹夏、なぜか高久から距離
を取り続ける千紗。いつも通りの日々の中、少女たちと高久との恋の行方は………？

## 登場人物
声：PC版声優/PSP版声優
PCルートと書かれている場合は神奈、美唯、芹夏、千紗、深景ルートの事で、PSPルート書かれている場合は夏帆、穂乃里のルートの事である。ただしこれはアイキャッチがヒロインの立ち絵になる前の事である。共通と書かれている場合は姫からの電話より前のところである。

### メインキャラクター
観崎 高久（かんざき たかひさ）
本作の主人公であり、巡宮学園の2年生。瀬戸内海に浮かぶ小島「美空島」に生まれ育つ。両親は事故で他界しており、妹の「美唯」と居候の少女「神奈」と共に一軒家で暮らしている。読書が好きで将来は島の役場に勤め、島に図書館を設置したいと思っている。船酔しやすい体質も関係して、島の外に出て都会に行くことにはあまり関心がない。機械類は苦手で、観崎家のアナログ担当を自認している。
ルートによっては妖怪と戦ったりもするが神奈の助言や助けがあるとはいえ基本的に勝利している。
幼いころに迷い込んだ場所（神奈ルートでは饒速神直日媛の体内、穂乃里ルートではマヨイガと言われている、普通の人間が簡単に入り込めない場所）にて神奈と初めて出会う。そのときの出来事が原因で、怪や物の怪の気配を感じ取れるようになり、意識をすればそれらを視覚出来る力を得た。
その為に怪や物の怪に対して寛容であり、悪事さえ働いていなければ見逃す。
一ツ橋 神奈（ひとつばし かんな）
声：桜川未央/小林眞紀
高久が幼い頃から観崎家で共に暮らしている少女。巡宮学園の2年生で高久のクラスメイト。高久のことを「タカ」と呼ぶ。学校の勉強は苦手だが、とても明るい性格で運動が得意である。しかし面倒がり屋な性格なため、どこの部活にも所属していない。実は彼女は人間ではなく、美空島の「神」であり、島の住人達もその事実を知っている。しかし、本人は神として振舞うことが好きではなく、普通の人間と同じような生活を送ることを望んでいる。PCの操作に長けており、ホームページの作成なども手がけ、PCの自作を趣味にしている。神としての真の名は邇岐志神奈媛命（にぎしかむなひめのみこと）という。料理の腕は壊滅的で、体験版にて芹夏と共に、島へ帰ってくる美唯と高久のために料理を作った際には、美唯いわく「炭化した物体」を生み出してしまった（しかも購入した食材はその際に全部使い尽くした）。また、美唯が仕事で島外に出ている際は、高久曰く「レトルト食品7割、料理3割」という食生活に陥っていた（美唯が言うにはそれでも以前のレトルト100%よりはましらしい）。
高久が危ない目に合うと危ない目に合わせた妖怪を手加減なしで攻撃してしまうことがある。
彼女のルートだと島神としての力を遺憾なく見せるがそれ以外のルートでも八重深津速銀王と協力したりして若干ではあるが力を見せる。
元々は人間の形をしていなかったが、幼い高久が迷い込んだ際に人間に触れて、人間になりたいと願い、人間の姿になった。その時は神奈自身も誕生して間もなかった為に子供の姿となった。
力の加減が苦手であり、行使するときは大雑把になってしまうため高久や穂乃里の助けを借りる事が多い。
弥栄の鉾（やさかの鉾）
神奈が所持している神器で武器としても使用出来るが、本来の使い方は読んで字の如く栄えの象徴たる力、わかりやすく言えば植物を生長させたりするものである。
饒速神直日媛（にぎはやかみなおびひめ）
神奈の前神であり、島そのものと言って良い島神であった。限界を感じたときに神奈を産みだし、ある程度の知識と記憶を受け継がせて自分から切り離した後、消滅した。
観崎 美唯（かんざき みゆ）
声：三菱アイ/清水愛
高久の妹で巡宮学園の1年生。3年前にアイドルとしてデビューし、現在日本全国にその名が知られている。無邪気で高久や神奈のことが大好き（ブラコン的な意味で）であり、学業や仕事の他に料理など家事全般もこなすよくできた妹である。
蛇蠱としての血が流れており負の感情が高まると自分を抑えきれなくなってしまう。幼いころはそれが原因でよく家出をしていた。
実は両親が後神となっており、彼女を守っていた。彼女のルート以外では正体がバレることはないので消滅することは無いが、彼女のルートに入ると正体がバレて最終的には消滅してしまう。後神となった両親は蛇蠱を抑えつける役割を担っていた。
清澄 芹夏（きよすみ せりか）
声：松田理沙/力丸乃りこ
巡宮学園1年生の女子生徒。美唯の親友であり、高久や神奈とも親しい。高久のことを、美唯の兄であることから「アニ」と呼んでいる。非常に活発な性格で、巡宮学園のアイドルを自称している。テニス部に所属しており、よく神奈にテニスで勝負を挑んでいるが一度も勝ったことがない。目が良く、視力が2.0ある。料理の腕は神奈と同レベルらしく、こちらは神奈曰く「黒い物体X」を作り出した。体育会系の性格が関係してか、先輩である高久や神奈に対しては基本敬語で話す、きちんとあいさつするなど最低限の礼儀は身に付けている。自身が感じた最上級の屈辱を表すのに国辱というとんちんかんな表現を使うなど、自他共に認めるいわゆるアホキャラでもある。ピンクの髪は地毛らしい。
彼女のルートでのみ目目連が登場し、彼女がとある思いから目目連になる恐れが出てしまった。
帷 千紗（とばり ちさ）
声：木村あやか/いのくちゆか
巡宮学園2年生の女子生徒。高久の幼馴染でクラスメイト。美空島にある民宿「帷家」の女将の娘で、いつも家の手伝いをしているため料理なども得意。クールな性格で少し大人びたような振る舞いをする。美唯からは「千紗姉」と呼ばれ、慕われているが、高久とは現在少々よそよそしい間柄で互いに「観崎」「帷」と苗字で呼び合っている。弓道部に所属している。好きな動物はカエルである。
彼女の妹が昔死んでしまい、七人みさきとなって彷徨ってしまっている（ただし、完全に七人みさきになってしまったわけではなく少しだが自我を保っている）。彼女のルートでのみ登場し、彼女が上納神社の神器「天津旗手弓（あまつはたてのゆみ）」を用いて久羽を貫いたことによって成仏した。その後6人になった七人ミサキは七人になろうと襲いかかってきたが神奈によって消滅させられた。
葉月 深景（はづき みかげ）
声：風音/櫻井浩美
最近鎌倉市から美空島に引っ越してきた少女。巡宮学園の3年次に編入し、高久たちの上級生となる。実家は神職の家系であり、島にある神社の巫女を務めている。霊感が強く、神秘的な力を持っており、神奈の正体が神であるということにも出会ってすぐに気がついた。普段は温厚でとても礼儀正しいが、時々別人のように態度が厳しく豹変する。その正体は八重深津速銀王（やえのみずはやしろがねのみこ）と呼ばれる竜神が深景の体を依代として顕現したものである。
一部のルートでは八重深津速銀王が宿っている事を明かされた。
深景ルートの終盤では銀王に高久を取られそうになったときに主導権を奪い返した（これについては銀王や神奈も驚いていた）。
巫女としての力は本物で神奈と誓約を結んだときに神奈が驚くほどだが、本人曰く「わざとじゃあないんです♪」。
八重深津速銀王（やえのみずはやしろがねのみこ）
声：風音/櫻井浩美
物語序盤にて深景に憑依する竜神。名前が判明して以降は「銀王」と呼ばれることになる。元々は島の外から着た神。本稿の以降も銀王と表記する。
ルートにより敵だったり味方だったりするが、敵対するのもあくまで神奈を焚きつけるためである。それもすべて美空島を愛しているが故である。
神奈ルートでは敵対し、わいら、辻神、隠神刑部を召喚する。
深景に影響されたのか意外にお茶目でいきなり深景に戻したりしている。
作中では「玄冥通天砲（げんみょうつうてんほう）」、「藍水天掌（らんすいてんしょう）」、「玄楼扇舞（げんろうてんぶ）」、「追魂水楼（ついごんすいろう）」、「雷鱗乾坤（らいりんけんこん）」という技を放っていた。
饒速神直日媛からは「シロ」と呼ばれていた。
神奈ルートでは後に上納神社に祠を移されたが、そこに入り眠りにつくか、それとも深景と共存するかは神奈曰く「あいつが決めることだから分からない」。
音無 夏帆（おとなし かほ）
声：七原ことみ/鈴本かおり
巡宮学園の2年生で高久のクラスメイト。高久とは2年生になってから親しくなった。活発な性格の体育会系で、芹夏が所属するテニス部の部長である（ただし、部員は芹夏と夏帆の2人だけ）。姉の京佳と一緒に実家を離れ、姉が経営する「おとなし」という名の甘味処（和風喫茶店）で二人暮らし。PC版ではサブキャラクターだったがPSP版でヒロインに昇格する。「甘味処にはお客様に甘いモノを食べさせて肥え肥らせる使命がある」、「お客さんが甘いモノを食べて『ん～っ』なる瞬間を見るのが甘味処にとっての幸せ」と考えている。
彼女のルートのみ妖怪の類が出てこない。
隠神 穂乃里（いぬがみ ほのり）
声：- /福圓美里
PSP版の新ヒロイン。隠神刑部の一人娘である。
父親が隠神刑部という関係から力は強く、銀王から「島に根付き1000年の時を生きたら島神の代理に務まる」と評された。また、福狸であり、居付いた家に幸運をもたらす。
共通ルート序盤とPSPルートのみに登場し、PSPルートのみ巡宮学園に聴講生として一年次に入った。
自分の正体と人間の里に来た理由を話し、一時的に狸の里に戻った。
その後エピローグにて正式に転入し、夏帆ルートではテニス部に入部する。
銀王が「力は凄いのに神奈より制御している」と言うほど、力を制御している。

### サブキャラクター
音無 京佳（おとなし きょうか）
声：新堂真弓/同左
夏帆の姉で甘味処「おとなし」の女将。去年巡宮学園を卒業したOGで在学中は弓道部の部長を務めていた。美人で評判が良いが、怒らせると恐ろしいらしい。
採石業を営む父親とは、お互いの仕事のことで口論になっている。
榛名 優依（はるな ゆい）
声：ヒマリ/朋永真季
巡宮学園で日本史を教える女性教師で高久たちのクラスの担任。背がかなり低い。3ヶ月前に教師になったばかりの新米で自分に少し自信がない。自分の好きな日本史の話題になると話が止まらなくなる（いわゆる歴女）。高久に説得され、部員不足で廃部の危機に瀕しているテニス部の顧問を引き受けることになった。京佳とは古くからの知り合いである。都会の大学にいたころ、前任のテニス部顧問に友人を紹介した結果その教師が友人と結婚して都会に行ってしまい、その結果テニス部の顧問がいなくなったため、ある意味部の現状を作ってしまった元凶とも言える。
穂乃里ルートでは夜道怪により一時的に姿や気配が消えてしまった。
吉野川 姫（よしのがわ ひめ）
声：まきいづみ/やなせなつみ
巡宮学園の3年生女子生徒。天涯孤独でひどく貧乏であり、日雇い労働で生計を立てながら橋の下で暮らしていた。ふとしたことから深景と知り合い、彼女と同居することになる。神奈のことを「神奈様」と呼んでやけに崇めている。
正体は水の妖怪（姫本人は川辺の妖怪、銀王は川姫と言っていた）である。そのため竜神である八重深津速銀王には頭が上がらない。ルートによっては島神として完全に目覚めていた神奈と敵対し、がしゃどくろと黄泉醜女を召喚し戦うがあっさり負けて消滅しそうになるがそれもあっさり神奈によって助けられる。
彼女からの電話の時の選択肢でPSPルートかPCルートに分岐するか決まる。
根津 満広（ねず みつひろ）
声：八神大輔/野宮一範
巡宮学園の2年生男子生徒。高久のクラスメイトで幼馴染。神奈からは「ミッチ」と呼ばれる。実家が漁業を営んでいる関係で、二級小型船舶操縦士の資格を取得している。学校では水泳部に所属している。
観崎 武緒（かんざき たけお）
声：かわせあゆむ/羽吹梨里
観崎兄妹の母。事故で死亡している。その後は夫婦揃って美唯の後神となり見守っていた（本人達も気づいたらそうなっていたらしい）。
美唯と高久がそういう関係になっている時も見ており、二人が幸せならそれでいいと容認していた。
後のことを神奈と銀王に頼み消滅した。
観崎 義久（かんざき よしひさ）
声：永倉仁八/深津智義
観崎兄妹の父。事故で死亡している。
妻同様に美唯と高久がそういう関係になっている時も見ていて、容認はしているが本当に大丈夫なのかと心配していた。
城山 万策（しろやま まんさく）
声：中澤アユム/大橋隆昌
深景の祖父。上納神社の元宮司である。神社が移転する際に引退し、孫の深景に神職を譲っている。神社の移転には最後まで反対しており、今でも移転後の神社には足を向けようとしない。神奈がまだ幼い頃に初めて出会った時から神と見抜いており、敬意を持って接する一方、メールや「ぼそったー」などでも連絡を取り合う仲でもある。『巡宮学園美少女交友録』第一話によると、休日には改造耕運機で島民仲間とレースに参加してデッドヒートを繰り広げているらしい。また同話で自分に会いにきた神奈と美唯の前で耕運機での四輪ドリフトや、急カーブをノンブレーキ＋溝落としで曲がり切るなど老人とは思えないドライブテクニックを披露した（それを目撃した神奈は「寿命より先に事故でおっ死にそう」とコメントした）。
自分が頑固という自覚はあるのか深景に対し潮時だったのかもしれないと語っていた。
帷 久羽（とばり くう）
声：韮井叶/藤咲かおり
千紗の妹。七年前の夏祭りの日、川に落ちて水死している。千紗ルートでのみ七人ミサキに取り込まれかけている姿で登場し、千紗の手により解放された。
帷 小枝（とばり さえ）
声：ゆきんこ/同左
千紗の母。民宿「帷家」の女将。
帷 政雄（とばり まさお）
声：紫陽花/古賀寛之
千紗の父。
宝生 みのり（ほうしょう みのり）
声：若月Riko/同左
弓道部の1年生。
香坂 紗奈（こうさか さな）
声：中川ウパ子/？
高久たちのクラスメイト。東京に出ている兄（長男と次男）がいる。
隠神刑部（いぬがみぎょうぶ）
声：ピロキ/後藤ヒロキ
島に住む怪。狸の怪を統べる。Windows版のスタッフロールで「穏神刑部」と誤表記されている。
PSP版の隠神穂乃里の父親である。
神奈ルートでは銀王に与し、高久・神奈と戦うが弱点（大きな音、強烈な光、しっぽ）を突かれてあっさり敗北した。その後、高久たちにとある話をし、島の未来を託した。
穂乃里ルートでは親バカを見せつける。
妖力は強いと称されていて、自分でも強いと言っているが妖術を出す前にあっさり負けたり、娘と喧嘩したりと作中では妖術を出す場面は存在しない。
一貫して人間は認めないと言っていたが高久や穂乃里や美唯たちと話したことにより少しずつ態度を改めていく。
三田涼子
声：？/
夏帆ルートでテニス部に入部する二年生。
増田桐江
声：？/やなせなつみ
夏帆ルートでテニス部に入部する一年生。

## 用語
美空島（みそらじま）
この物語の舞台。瀬戸内海に位置する小島。かつては御虚（みそら）と呼ばれていた。本土と橋でつながっておらず、空港もないため、本土との間の連絡手段はフェリー（カーフェリー）のみだが、台風でもない限り定刻通りに運航されている模様。一応観光地として知られている。高久の独白によると、穏やかな島であるにもかかわらず、島の人間はかなり（車を）飛ばすらしい。モデルは香川県の小豆島。
巡宮学園（めぐりのみやがくえん）
美空島にある学園。各学年2クラスからなる小規模校。それなりに歴史があるらしい。登場人物のほとんどはこの学園の関係者である。島外からも生徒を体験入学させるなど積極的な学校運営を行っている。
上納神社（かみなじんじゃ）
美空島にある神社。かつては島中央部の鳴彦山（なるびこやま）にあったが、島を横断するバイパス工事のために沿岸部の三ヶ嶋（みかじま）に移設された。遷座祭では深景が巫女として奉納舞を披露した。鳴彦にあったころは深景の祖父である宮司・万策（まんさく）が管理していたが、現在は深景がひとりで社務所に暮らしつつ維持している。
帷家（とばりや）
千紗の実家が経営している民宿。帷家のホームページは神奈が作成・更新している。設備が最新ではなく、見た目もボロいが料理が好評なため、ネットでの評判はまずまずといったところ。
おとなし
音無家が経営している甘味処。高久もここによく訪れる。
蛙地蔵（かえるじぞう）
観崎家や帷家の近くの道端にある蛙の形をしたオブジェが地蔵として崇められるようになったもの。最初は一つだけだったが、現在では七体に増えている。蛙が好きな千紗はいつもこれにお参りし、まめに掃除をしてゆく。
異界化（いかいか）
明確に言葉として出てくるのは神奈ルートのみ。
澱みが溜まりすぎて別な世界と化している場所の事。
迷い込んだ場合は最悪戻ってこれなくなり、戻ってこられたとしても時間がバラバラになってしまっているらしい。
例として1日妖怪達と宴会して戻ったら10年経過していたというものがあげられている。
高久が幼い頃に神の世界に行ったときはそんなに長い時間いなかったのにもかかわらず1週間経過していた。
そういういった現象を俗に言う神隠しである。

## 作中に出てくる怪
作中では妖怪や怪奇現象といった類は『怪』と呼ばれている。
喋ることのできる怪もおり、それには声優が割り振られているが声優名は隠神刑部を除くと不明である。
- カマイタチ
  - PCルート、PSPルート両方に出てくる怪（ただし妖怪には至っておらず現象の状態）。
    - PCルートでは高久に被害が及んだため神奈によって消滅させられてしまった。
    - PSPルートでは堕ちるとこを穂乃里と銀王に助けられ、銀王の眷属となった。
- ヒダル神（-がみ）
  - 共通・PSPルート両方に出てくる怪
    - 共通では穂乃里に襲いかかるが、地面に『井』の字を書き、その中心におにぎりを置いたことで助かった。
    - PCルートでは姫に襲いかかるが、間一髪のところを銀王に助けられ浄化された（上記のヒダル神と同一の個体とみられるが不明）。
- わいら
  - 神奈ルートでのみ出てくる怪。
    - 恐ろしい姿をしているが高久はそれはただ単に恐怖心を煽るためのもので傷つけるものではないと推測した。その後神奈の決意を聞き自分から浄化されに行った。
    - 神奈は恐怖を糧にして強くなると予想している。事実、高久からわいらに対する恐怖が無くなると力が弱まった。
- 辻神（つじがみ）
  - 神奈ルートでのみ出てくる怪。
    - 本来はT字路や十字路といった場所に出る怪。
    - 島神「一ツ橋神奈」の命により持ってきた石版に塞の神（さえのかみ）として宿った。その際「我は移ろいやすい存在うえ、ゆめゆめ気をつけよ」という忠告をした。
- がしゃどくろ
  - 神奈ルートでのみ出てくる怪。
    - 高久がもらった桃をもうひとつ放り投げてそれを追いかけて行った時に空中から落下し、黄泉醜女を押しつぶした。
    - 姫により全長を表すが神奈により浄化された。
- 黄泉醜女（よもつしこめ）
  - 神奈ルートでのみ出てくる怪。
    - 高久がもらった桃を放り投げてそれに夢中になっているときに降ってきたがしゃどくろに潰されて消滅した。
- 七人みさき（しちにん-）
  - 千紗ルートでのみ出てくる怪。
    - 久羽や千紗の項目を参照。最終的に神奈により消滅させられた。
- センポクカンポク
  - 千紗ルートでのみ出てくる怪。
    - 作中では久羽を担当している個体のみ登場。
    - 意外にお茶目な性格なのか「天が呼ぶ、地が呼ぶ、人が呼ぶ、死者を送れと、私を呼ぶ、お待たせしましたあの世への旅立ちをサポートする敏腕ナビゲーター、その名もセンポク」と名乗ろうとしたところで神奈に「早く本題に入れ！」と踏まれた。どうやら神奈に昔解剖されたことがあるらしい。
    - これを発見した時には時既に遅く久羽は七人みさきに取り込まれた後であったがまだ完全に取り込まれたわけではなく久羽の姿を目に見えるようにした。
- 輪入道（わにゅうどう）
  - 深景ルートでのみ出てくる怪。
    - 高久に襲いかかるが銀王により浄化された。
- 鵺（ぬえ）
  - 深景ルートでのみ出てくる怪。
    - 銀王により浄化された。
- 山の怪
  - 深景ルートでのみ出てくる巨大な怪。
    - 名称は不明で様々な怪の集合体。神奈に恐れをなして逃げ出した。
- 海の怪
  - 深景ルートでのみ出てくる巨大な怪。
    - 神奈と暴れた(正確には戯れた)後、海に帰っていった。
- 目目連（もくもくれん）
  - 芹夏ルートでのみ出てくる怪。
    - 神奈により一度は滅ぼされたものの芹夏が目目連になりかけた為、高久と神奈により内にいた目目連を引きずり出して、神奈の内に入った。
- 後神（うしろがみ）
  - 美唯ルートでのみ出てくる怪。
    - 正体は美唯の両親であるため該当項目を参照。
- 淵猿（ふちざる）
  - 美唯ルートでのみ出てくる怪。
    - 銀王により浄化された。
- 夜道怪（やどうかい）
  - 穂乃里ルートでのみ出てくる怪。
    - 優依にとり憑き、優依に成り代わろうとしたが神奈達により失敗し、敵対するがその後神奈により島の一部と認められ祀られる事になり敵対するのをやめた。
    - 作中に出てくる個体は元々は人間である。高久は「夜道怪Aが人間Aにとり憑き、夜道怪Bとなる。それが人間Bにとり憑き夜道怪Cとなる……」と説明した。
- 隠神刑部（いぬがみぎょうぶ）
  - PSP版の序盤および神奈、穂乃里ルートでのみ出てくる怪。

- -     - 詳細は上記の隠神刑部を参照。
    - 神奈ルートと穂乃里ルートに出てくる隠神刑部は同一の個体と見られるが神奈ルートの方では穂乃里のことを言及しているシーンは無い。

## 主題歌
- オープニングテーマ『ラピスラズリの恋』
  - 歌：榊原ゆい
  - 作詞：Akira
  - 作編曲：悠木真一
- 挿入歌『トキメキ☆限界☆注意報 （or恋愛☆修行中）』
  - 歌：観崎美唯
  - 作詞：漆野淳哉
  - 作編曲：鳥海剛史
- エンディングテーマ『キミが聴こえる』
  - 歌：小坂りゆ
  - 作詞：溝口貴紀
  - 作編曲：酒井陽一
- キャラクターソングvol.1『Heart』
  - 歌：一ツ橋神奈（桜川未央）
- キャラクターソングvol.2『Doki Doki』
  - 歌：清澄芹夏（松田理沙）

イマ･エンターテイメントより2010年12月24日発売された、『GWAVE2010 1st Grace』に『ラピスラズリの恋』が収録されている。

## 関連商品
音楽CD
いずれも5pb./Five Recordsよりリリース
- キャラクターソングvol.1 一ツ橋神奈（2010年3月31日発売、1260円）
- キャラクターソングvol.2 清澄芹夏（2010年3月31日発売、1260円）
- サウンドトラック（2010年6月30日発売、2730円）

書籍
- あまつみそらに! ビジュアルファンブック MAXムック PUSH!! Selectedシリーズ（2010年9月25日発売、2800円、ISBN 978-4-86379-116-9）

## 備考
- 2010年3月23日より公式ウェブサイトにて体験版が公開されている。ゲーム序盤が体験可能に加え、特別シナリオ『みんなの水着 de SHOW!』および芹夏と千紗のHシーンも収録されている。
- アダルトゲーム雑誌「TECH GIAN」の2010年5月号付録DVD-ROMにはオリジナルボイスドラマ『この島には鬼がいる』が収録された。また翌6月号に収録された体験版TGバージョンには神奈と芹夏のHシーンの他におまけモードとして特製シナリオ『水着でバーサス!』も収録されている。
- 神奈と芹夏のキャラクターソング『Heart』『Doki Doki』はアニソン着うた配信サイト『超!アニメロ』でもダウンロード可能。